# 小行星6987
小行星6987（英語：6987 Onioshidashi）是一颗围绕太阳公转的小行星。1994年11月25日，小林隆男在大泉町发现了此天体。
这颗小行星的绝对星等为323.66132等。